# Royal Regiment of Scotland
Das Royal Regiment of Scotland (SCOTS) ist ein Infanterieregiment der British Army. Eines der Vorläufer-Regimenter, die Royal Scots (The Royal Regiment), früher bekannt als Royal Regiment of Foot, war das älteste und ranghöchste Infanterieregiment der britischen Armee. Es wurde 1633 während der Herrschaft von Karl I. aufgestellt. Das SCOTS wurde 2006 durch Zusammenlegung mehrerer anderer Regimenter gebildet und ist heute das einzige schottische Linienregiment.

## Organisation

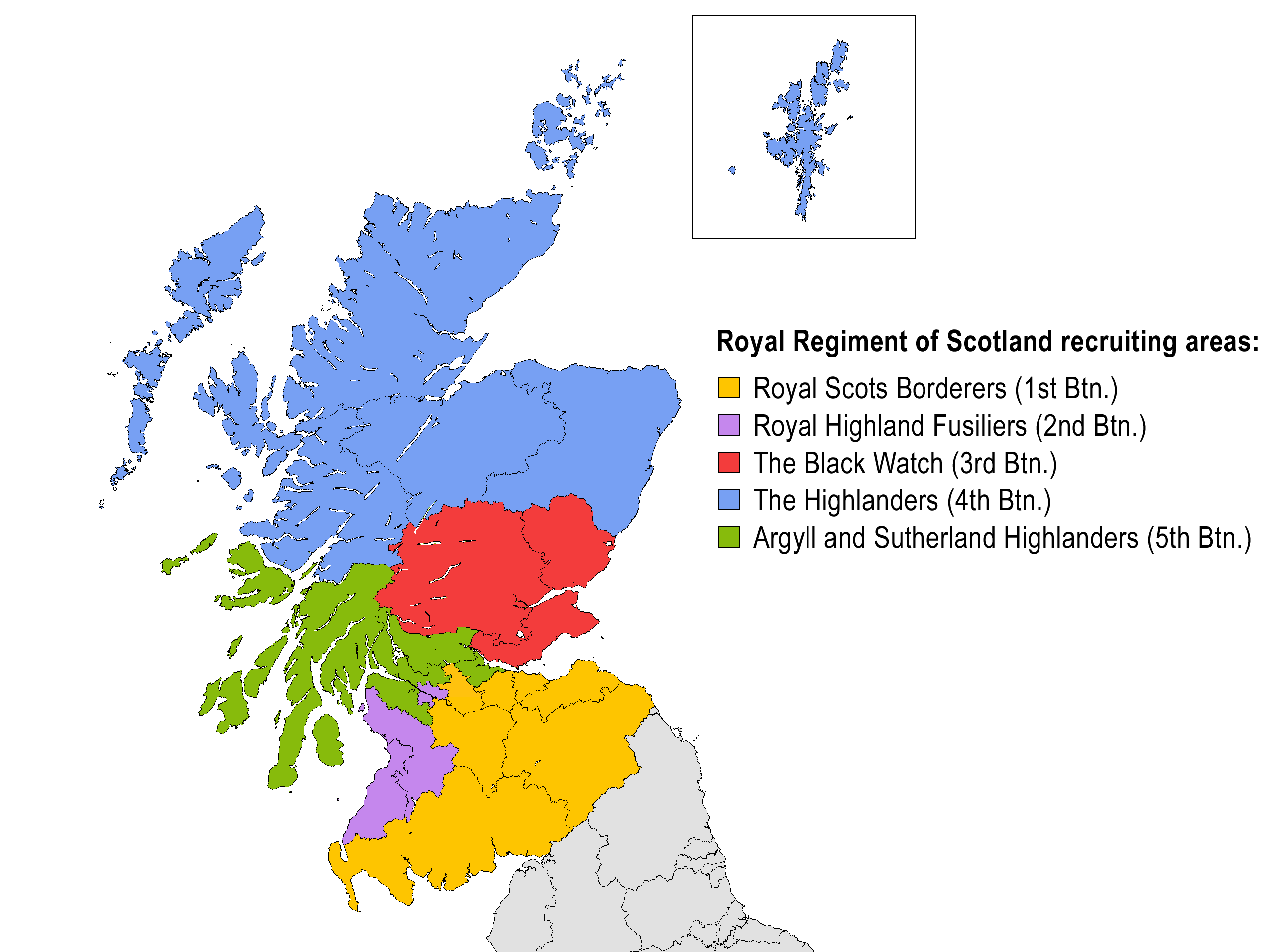
Die traditionellen Rekrutierungsgebiete der fünf aktiven Bataillone

Das Regiment wurde am 28. März 2006 als Teil der Restrukturierung der britischen Streitkräfte neu aufgestellt. Es umfasste sechs Bataillone der regulären Armee sowie zwei Bataillone der Territorial Army. Im August 2006 wurden zwei der regulären Bataillone miteinander verschmolzen. Administrativ unterstand das Regiment zunächst der Scottish Division, die später in der Scottish, Welsh and Irish Division aufging. Aktuell ist die Union Division als Division of Infantry für Rekrutierung, Ausbildung und sonstige Verwaltung zuständig. Im Einsatz sind die Bataillone verschiedenen Brigaden unterstellt und füllen unterschiedliche Rollen aus.
Reguläre Bataillone:
- 1. Bataillon – The Royal Scots Borderers, gebildet aus Royal Scots und King's Own Scottish Borderers (19. leichte Brigade, leichte Infanterie)
- 2. Bataillon – The Royal Highland Fusiliers (52. Infanteriebrigade, leichte Infanterie)
- 3. Bataillon – The Black Watch (19. leichte Brigade, leichte Infanterie) Garnison: Fort George, Inverness
- 4. Bataillon – The Highlanders (Seaforth, Gordons and Camerons) (7. Panzerbrigade, mechanisierte Infanterie)
- 5. Bataillon – The Argyll and Sutherland Highlanders (16. Luftlandebrigade, Luftlandetruppen/leichte Infanterie)

Bataillone der Territorial Army (beide 51. [schottische] Brigade):
- 6. Bataillon – 52nd Lowland
- 7. Bataillon – 51st Highland[1]

Das Regimentshauptquartier befindet sich in Edinburgh Castle, wo das Regiment auch den Wachdienst verrichtet. Die Bataillone sind an ihren jeweiligen Einsatzstandorten stationiert, so war das 4. Bataillon zeitweise in Bad Fallingbostel/Niedersachsen stationiert.

## Uniform und Brauchtum
Zur Dienstuniform, die unter anderem im Wachdienst und zu förmlichen Anlässen getragen wird, gehören ein Kilt und der Glengarry mit einer schwarz-weißen Hahnenfeder. Der Uniformgürtel des Regiments zeigt den Tartan des Clans Campbell bzw. den sog. „government tartan“. In Kampfuniform tragen die Angehörigen der einzelnen Bataillone zur Unterscheidung verschieden gefärbte Federbüsche („Hackle“) am Tam o’ Shanter, der einem Barett ähnlichen Kopfbedeckung.
Das Regimentsabzeichen ist aus dem Andreaskreuz und dem schottischen Löwen mit Krone gebildet und zeigt das Motto „Nemo me impune lacessit“ („Niemand reizt mich ungestraft“). Es wird an der Kopfbedeckung getragen (Barett oder Glengarry).
Der Regimentschef des Royal Regiment of Scotland ist HM The King, zusätzlich haben die einzelnen Bataillone Ehrenoberste (Royal Colonels) aus den Reihen der britischen Königsfamilie.

Die aktuelle Regimentsfahne wurde am 2. Juli 2011 von Queen Elisabeth II. übergeben.
Das Regiment verfügt über eine eigene Militärkapelle (Pipes and Drums) im Corps of Army Music.

## Galerie

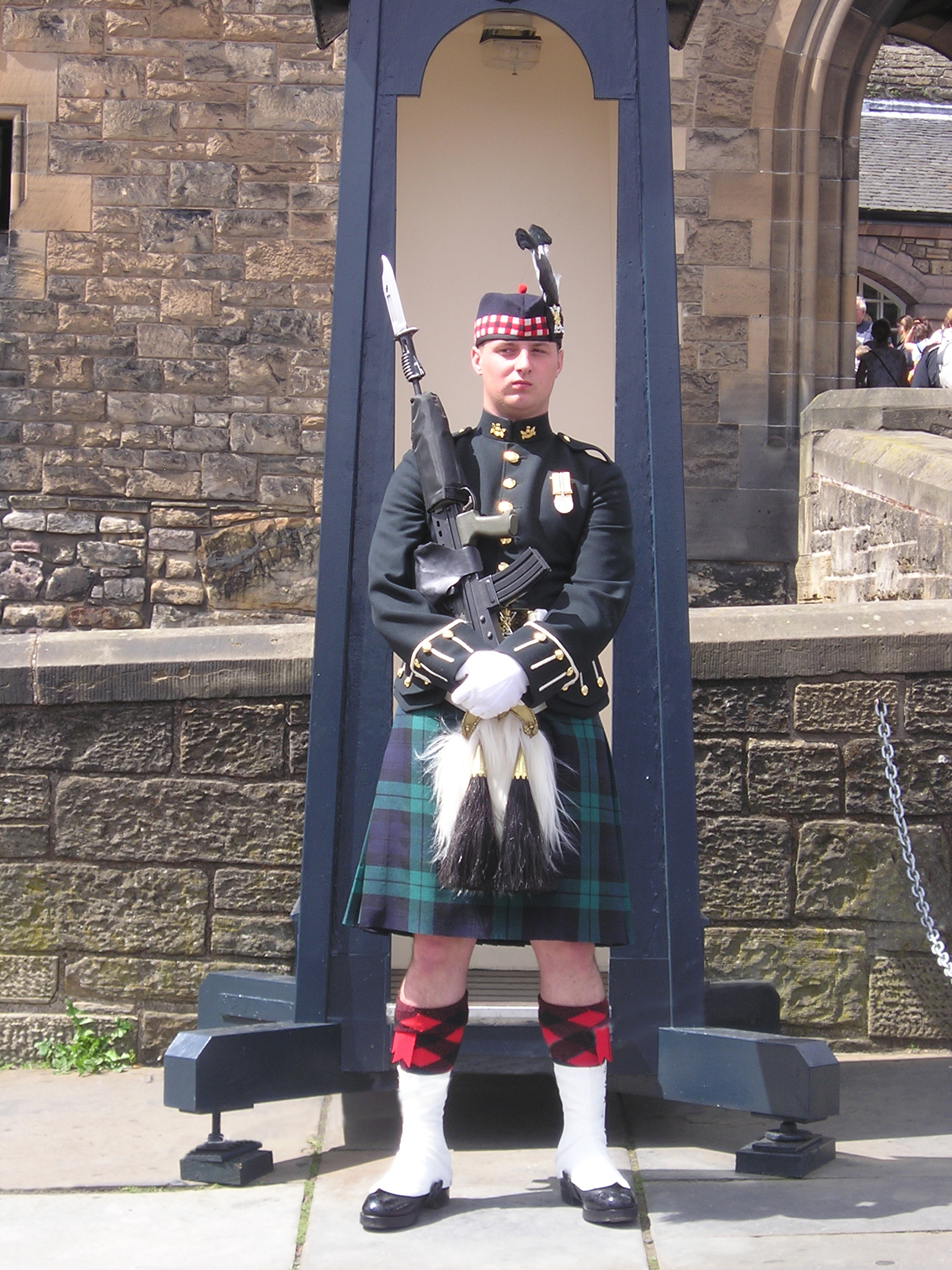
Soldat des Regiments im Wachdienst vor Edinburgh Castle
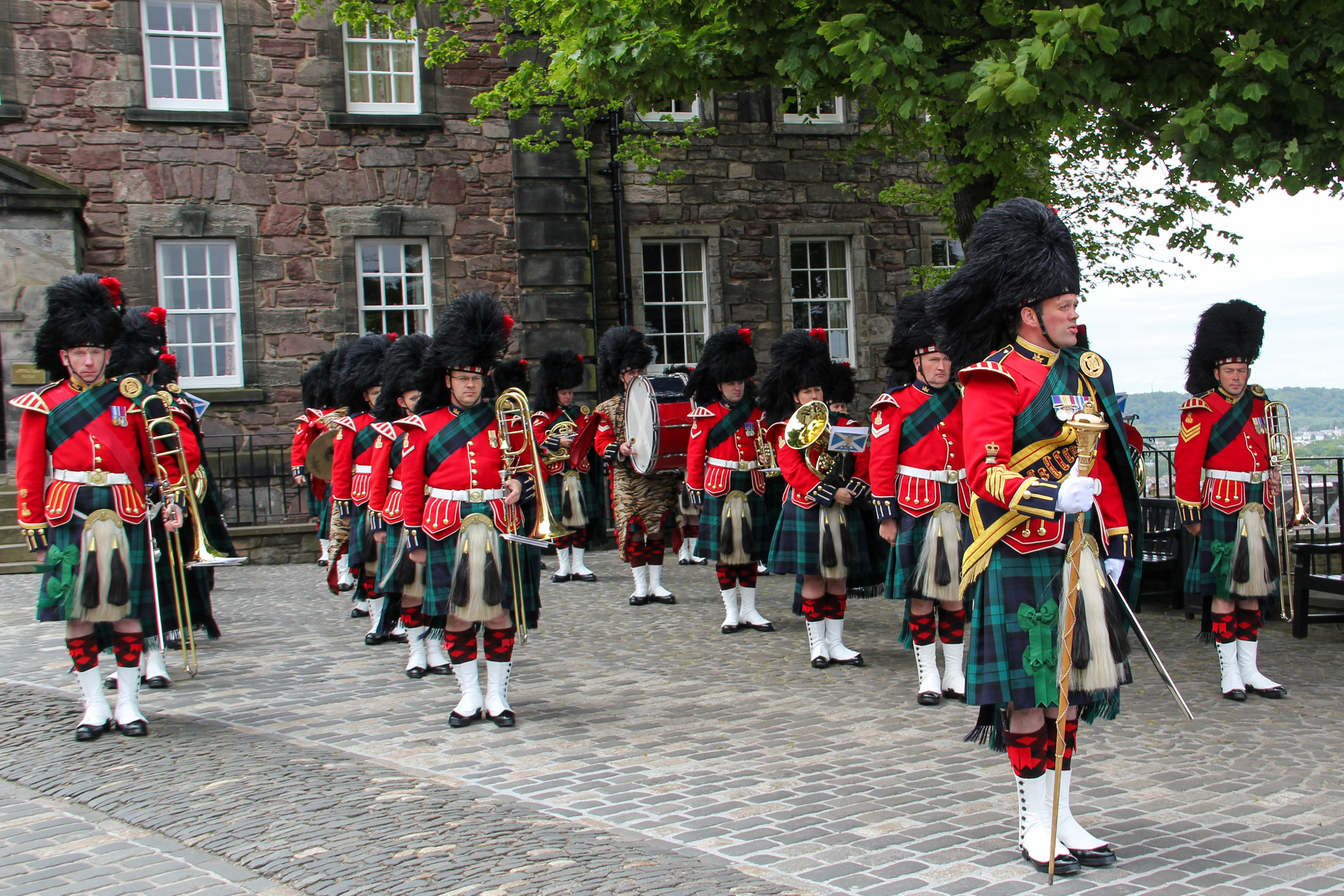
Die Band des Royal Regiment of Scotland im Edinburgh Castle
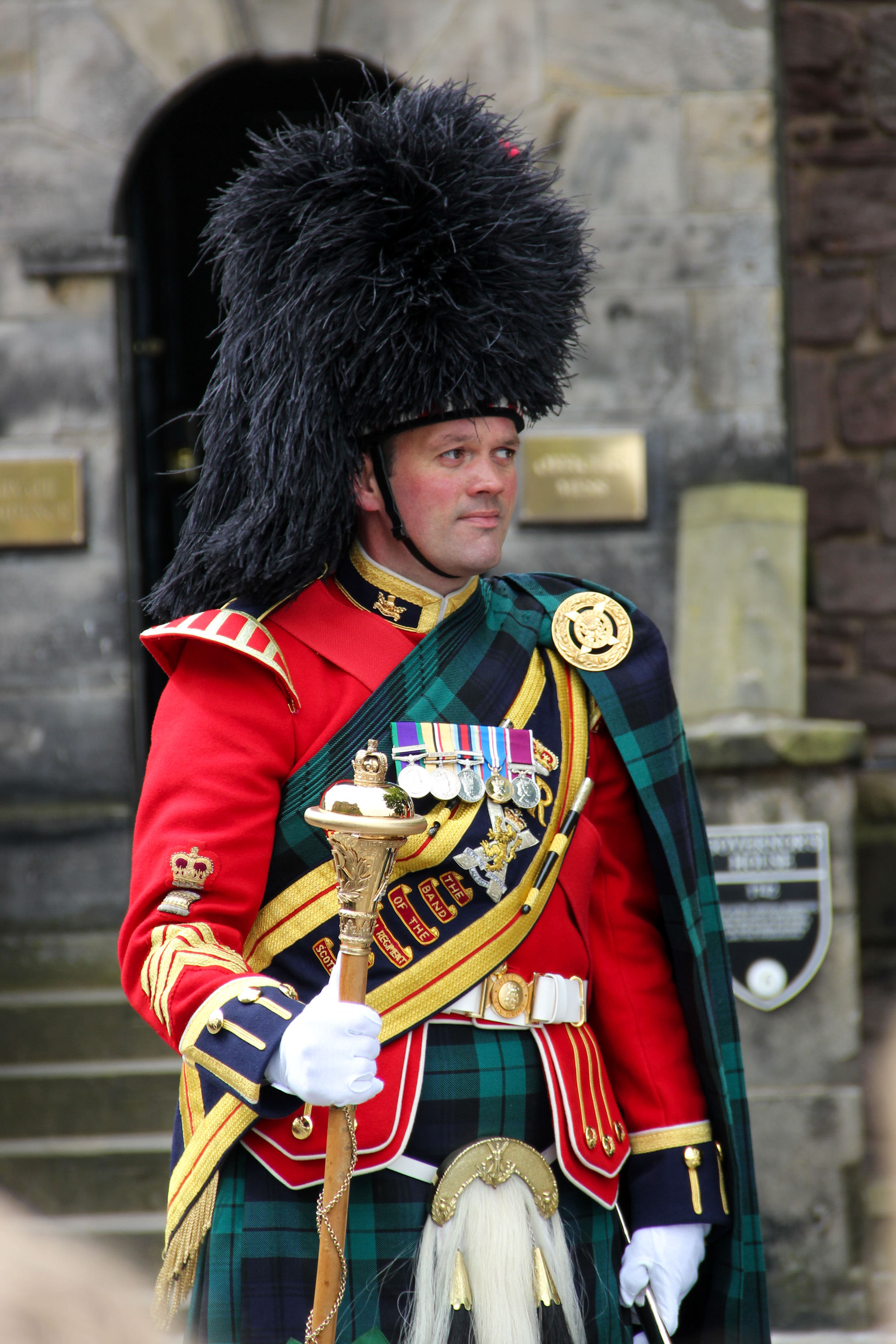
Band Sergeant Major der Band des Royal Regiment of Scotland

## Traditionslinien
| Royal Regiment of Scotland | Royal Scots (The Royal Regiment)                                                 | Royal Scots (The Royal Regiment)                                  | Royal Scots (The Royal Regiment)                                  | Royal Scots (The Royal Regiment)                                  |
| Royal Regiment of Scotland | King’s Own Scottish Borderers                                                    |                                                                   |                                                                   |                                                                   |
| Royal Regiment of Scotland | Royal Highland Fusiliers (Princess Margaret’s Own Glasgow and Ayrshire Regiment) | Royal Scots Fusiliers                                             | Royal Scots Fusiliers                                             | Royal Scots Fusiliers                                             |
| Royal Regiment of Scotland | Royal Highland Fusiliers (Princess Margaret’s Own Glasgow and Ayrshire Regiment) | Highland Light Infantry (City of Glasgow Regiment)                | 71st (Highland) Regiment of Foot (Light Infantry)                 | 71st (Highland) Regiment of Foot (Light Infantry)                 |
| Royal Regiment of Scotland | Royal Highland Fusiliers (Princess Margaret’s Own Glasgow and Ayrshire Regiment) | Highland Light Infantry (City of Glasgow Regiment)                | 74th (Highland) Regiment of Foot                                  |                                                                   |
| Royal Regiment of Scotland | Black Watch (Royal Highland Regiment)                                            | 42nd (Royal Highland) Regiment of Foot                            | 42nd (Royal Highland) Regiment of Foot                            | 42nd (Royal Highland) Regiment of Foot                            |
| Royal Regiment of Scotland | Black Watch (Royal Highland Regiment)                                            | 73rd (Perthshire) Regiment of Foot                                |                                                                   |                                                                   |
| Royal Regiment of Scotland | Highlanders (Seaforth, Gordons and Camerons)                                     | Queen’s Own Highlanders (Seaforth and Camerons)                   | Queen’s Own Cameron Highlanders                                   | Queen’s Own Cameron Highlanders                                   |
| Royal Regiment of Scotland | Highlanders (Seaforth, Gordons and Camerons)                                     | Queen’s Own Highlanders (Seaforth and Camerons)                   | Seaforth Highlanders (Ross-shire Buffs, The Duke of Albany’s)     | 72nd (Duke of Albany’s Own Highlanders) Regiment of Foot          |
| Royal Regiment of Scotland | Highlanders (Seaforth, Gordons and Camerons)                                     | Queen’s Own Highlanders (Seaforth and Camerons)                   | Seaforth Highlanders (Ross-shire Buffs, The Duke of Albany’s)     | 78th (Highlanders) Regiment of Foot (The Ross-shire Buffs)        |
| Royal Regiment of Scotland | Highlanders (Seaforth, Gordons and Camerons)                                     | Gordon Highlanders                                                | 75th (Stirlingshire) Regiment of Foot                             | 75th (Stirlingshire) Regiment of Foot                             |
| Royal Regiment of Scotland | Highlanders (Seaforth, Gordons and Camerons)                                     | Gordon Highlanders                                                | 92nd (Gordon Highlanders) Regiment of Foot                        |                                                                   |
| Royal Regiment of Scotland | Argyll and Sutherland Highlanders (Princess Louise’s)                            | 91st (Princess Louise’s Argyllshire Highlanders) Regiment of Foot | 91st (Princess Louise’s Argyllshire Highlanders) Regiment of Foot | 91st (Princess Louise’s Argyllshire Highlanders) Regiment of Foot |
| Royal Regiment of Scotland | Argyll and Sutherland Highlanders (Princess Louise’s)                            | 93rd (Sutherland Highlanders) Regiment of Foot                    |                                                                   |                                                                   |